# Дракон

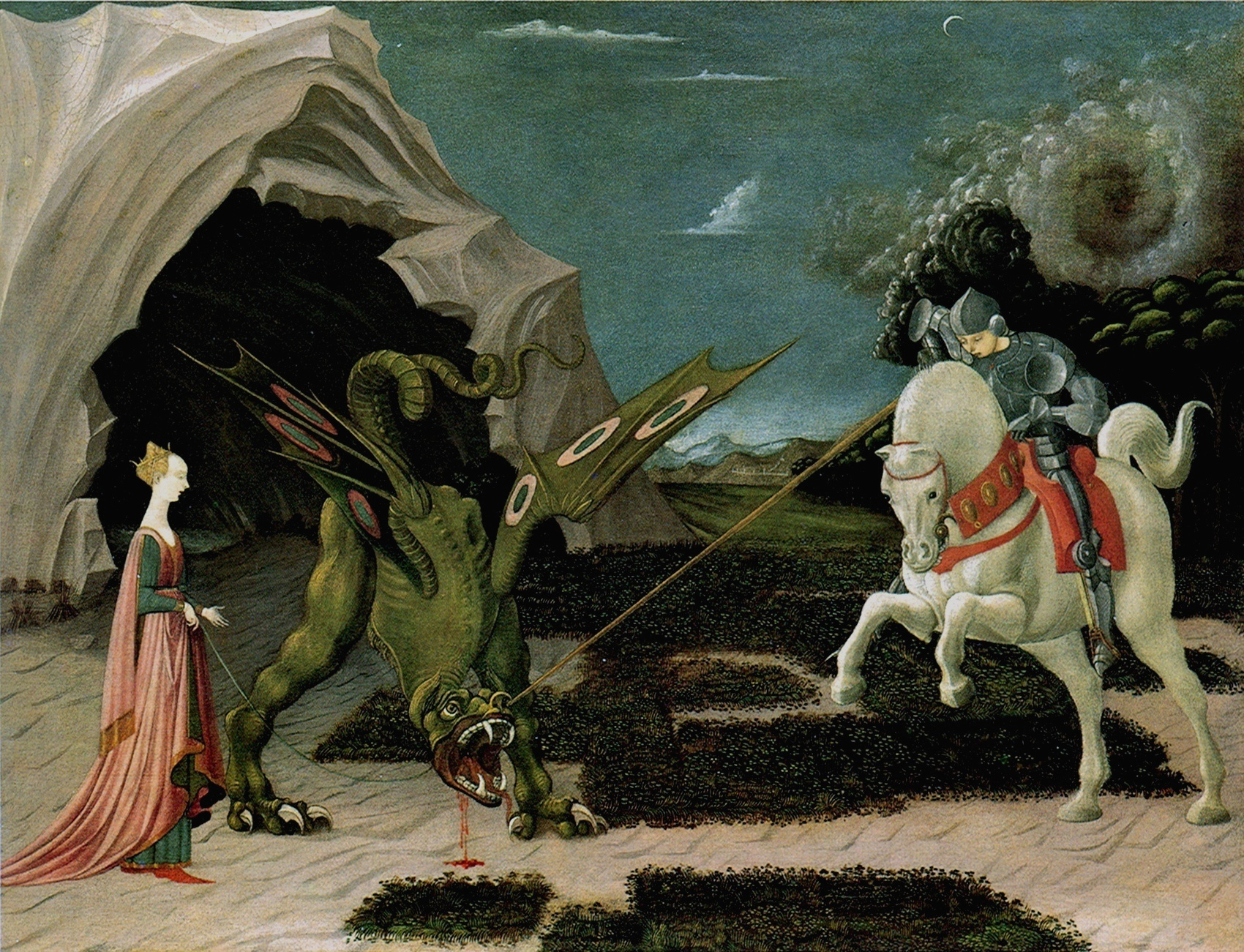
«Битва святого Георгія з драконом»
(Паоло Учелло, близько 1456 року

Драко́н (грец. δράκοντας) — збірна назва, що об'єднує ряд вигаданих істот, переважно змієподібних, великих розмірів, часто з додаванням ознак інших тварин. Слово «дракон» використовується в найменуваннях деяких реальних видів хребетних, переважно рептилій і риб. Образ дракона поширений в міфах і легендах, знайшов широке поширення в фентезі, а також використовується в окультизмі та містиці.
Міфи й легенди про драконів відомі практично всім народам світу. Характеристики драконів і ставлення до них у різних культурах відрізняються. В традиції країн Далекого Сходу дракони здебільшого зображуються із приязню, добрими, покровителями людей. Західній традиції властиве зображення драконів злими істотами.

## Етимологія
Слово «дракон» походить від латинського draco — «велика змія, дракон», куди потрапило з грецької як δράκων — змій, велика риба. Своєю чергою в грецькій утворене від аориста derkesthai — «ясно бачити», він праіноєвропейського *derk- - «бачити». Можливо, це пов'язано з тим, що змії не моргають, коли перебувають насторожі. Хоча конкретні деталі вигляду драконів можуть різнитися, первісно під ними малися на увазі змієподібні чудовиська. Тільки в середньовіччі до образу драконів додалися ноги. За сучасності слово «дракон» має ширше значення, об'єднуючи різні види чудовиськ, хоча форма змії як основа істоти зберігається при додаванні частин інших тварин.
Серед слов'янських народів слово «дракон» з'явилося як запозичення з грецької біля XVI століття і вперше зустрічається в текстах Максима Грека. До того драконів у сучасному розумінні називали зміями або китами, якщо малися на увазі великі морські чудовиська. Остаточно слово «дракон» укріпилося в слов'янських мовах у XIX столітті, зокрема через зближення термінів і традицій місцевої геральдики із західною. Однак гербовий дракон часто паралельно називався змієм і надалі. Російський історик Юрій Арсеньєв розрізняв змія і дракона таким чином: змій — це істота з чотирма лапами, дракон — з двома.
Китайською істоти, що в європейській традиції відповідають драконам, звуться «лонґ» або «лун» (龍). Їхні зображення відомі ще з XVI століття до нашої ери, а назва, на думку деяких істориків, є ономатопеєю звуку грому.
Псевдонаукові дослідження пояснюють походження слова «дракон» від непідтвердженої слов'янської праформи «драк» — «бити».

## Дракони в міфології

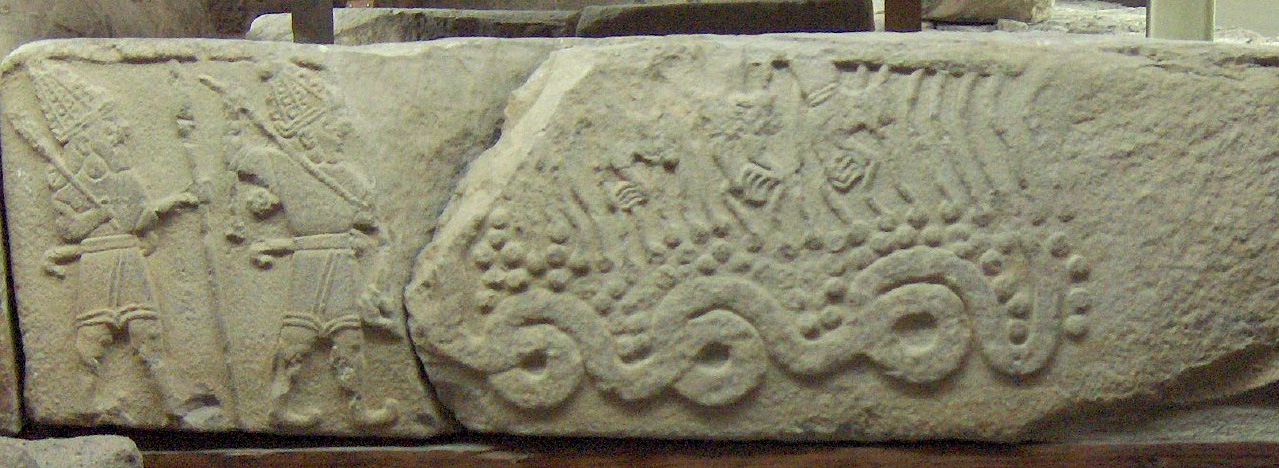
Ішкур вбиває Іллуянку, барельєф 850—800 до н. е.

### Дракон на Середньому Сході
На Середньому Сході драконоподібні істоти з'явилися у ранніх міфах про створення світу, що датуються 2600—2000 роком до н. е. Перекази виникли разом з шумерською цивілізацією у Месопотамії (сучасний Ірак та Іран). Зокрема відомий семиголовий змій Лотан. У шумерських текстах містяться згадки про крилате чудовисько на ім'я Асаг, що час від часу вибирався з-під землі, проносячись над землею і поширюючи хвороби. З ран Асага, завданих богом Нінуртом, витікала солона вода, затоплюючи весь світ.
У вавилонському міфі про створення світу «Енума Еліш», драконоподібна богиня Тіамат займає важливе місце у створенні світу. Будучи початково океаном, що породив богів, Тіамат набула вигляду потвори зі щелепами крокодила, лапами ящірки, орлиними кігтями, тілом змії та рогами бика, коли її син Мардук повстав проти Тіамат. З її тіла Мардук створив землю, а життя утворилося з черева дракона.
Єгиптяни мали міф, у якому бог сонця Ра щоночі спускається під землю і перемагає там змія Апепа (Апофіс), втілення темряви, щоб настав новий день. Бог Серапіс часто зображався як «змій мудрості». Змієм або змієголовою людиною також уявлявся бог Нехебкау. У хеттів дракон Іллуянка зі своїм потомством виступав противником бога грози Ішкура і був подоланий тільки хитрощами.

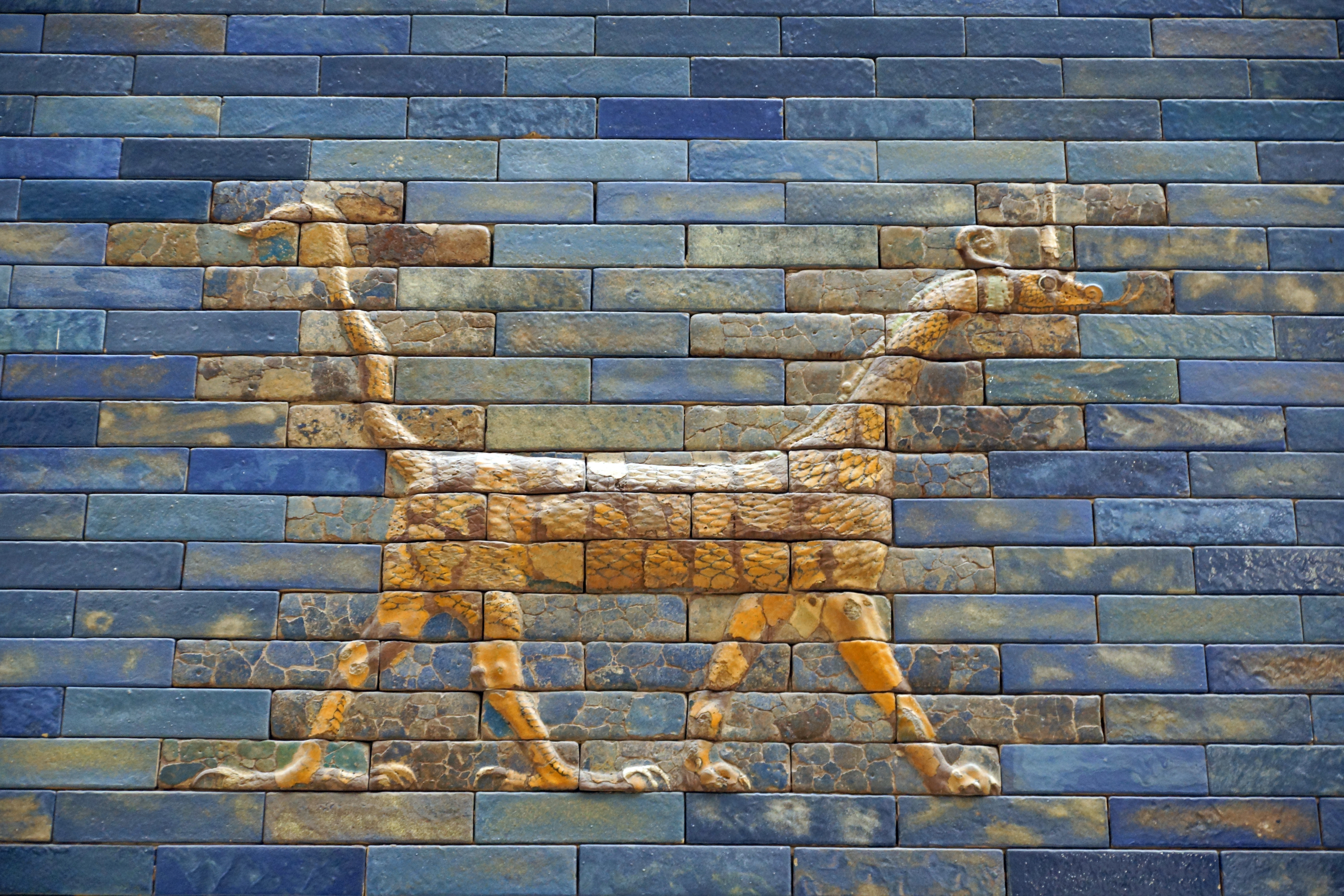
Сірруш на відновлених Воротах Іштар

Ранні зображення драконоподібних істот виявлено повсюди на Середньому Сході. Наприклад, у 600 році до н. е., цар Навуходоносор наказав вавилонському майстру створити барельєфи тварин на глазурованій цеглі Воріт Іштар. Серед левів та биків, на цеглі було зображено лускату істоту з довгими кінцівками, шиєю і зміїною головою, що звалася Сірруш. Подібна істота Мухшуш червоного кольору була символом бога Мардука.
В перській міфології згадується Ажі-Дахака — «Великий Змій», сподвижник бога зла Арімана, здатний керувати штормами і хворобами. З його ран замість крові виникали змії, скорпіони та інші отруйні істоти.
В перському епосі «Шах-наме» богатир Рустам вбиває дракона, який стереже джерело. Дракон цей має людські якості — вміє говорити та висловлювати свої думки. Під час двобою він навіть проголошує себе володарем пустелі. Інша розповідь цього ж епосу каже нам історію про короля Фарідуна, який обертається лютим драконом аби випробувати своїх синів та вирішити, хто з них буде його наступником. Наймолодший з трьох синів проявляє найбільшу розважливість та здобуває трон.

### Дракон в античності

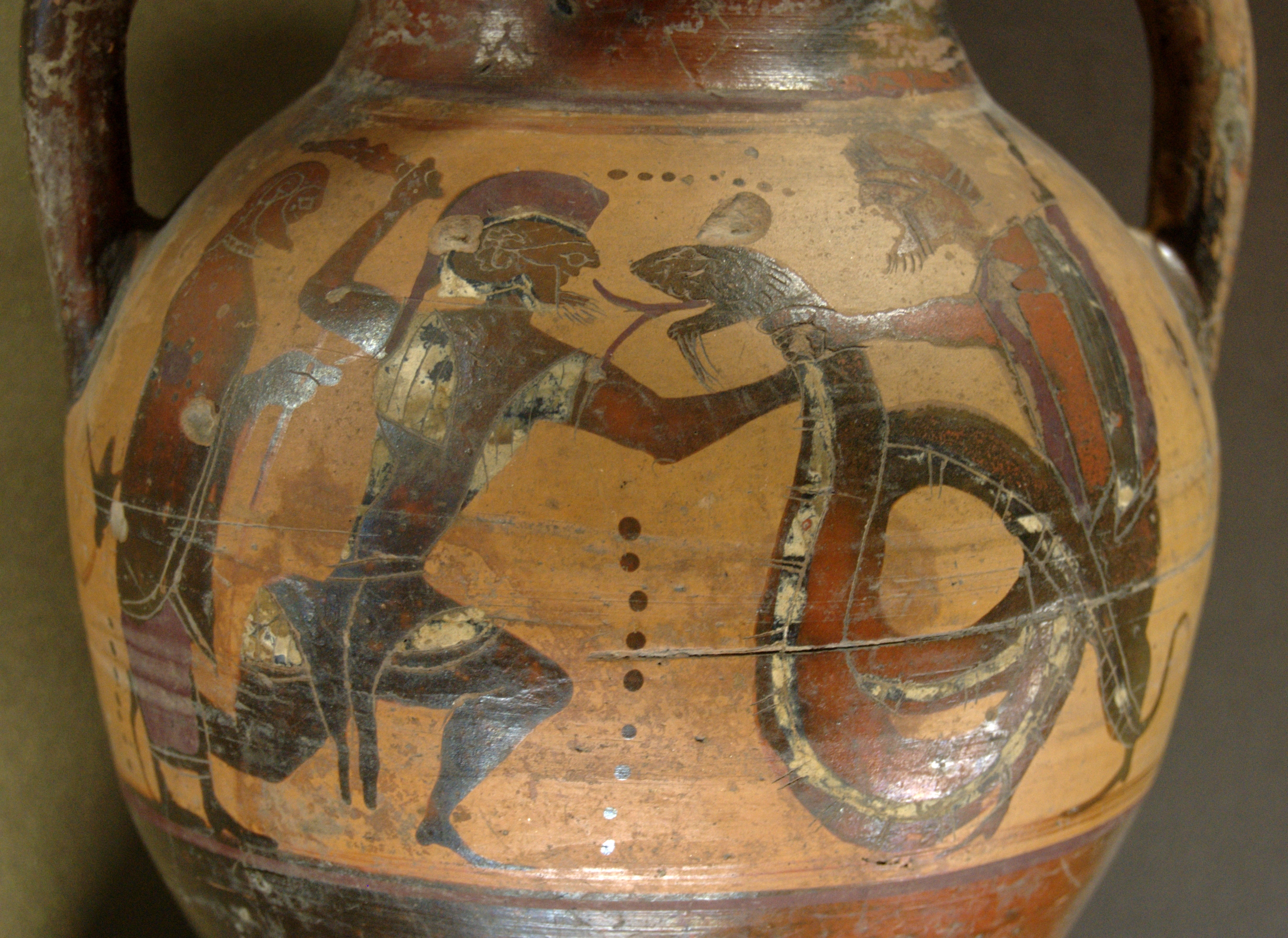
Кадм перемагає змія (зображення на амфорі 560–550 до н. е.)

Згадки про драконів античності містяться в записах міфів та їх обробках, як «Іліаді» Гомера. Зображення цих істот зустрічаються на кераміці й мозаїках. Одним з найвідоміших є Тифон. У грецькій міфології, Зевс вбив своєю блискавкою Тифона, що мав сто голів. Тифоновий нащадок, дракон Ладон, що теж мав сто голів, охороняв чарівні яблука Гесперид. До драконів іноді зараховуються Химера і Єхидна.
Серед змієборців у грецькій міфології відомі: Аполон, який бився з Піфоном, що описувався як гігантська змія чи дракон; Геракл, у чиї 12 подвигів входило знищення драконів Ладона та Гідри; Персей, який вбив морське чудовисько, що було надіслане Посейдоном, щоб помститися за образу; Ясон, який вбив невсипущого дракона, що охороняв Золоте руно; Кадм, що згодом заснував Фіви, вбив дракона, що з його зубів він утворив населення міста.
Пліній описував дракона як реальну тварину, яка водиться у теплих східних країнах і погляду якої люди не можуть витерпіти, часто помираючи від нього.

### Дракон у Біблії

#### У Старому Заповіті
Слово «дракон» або «змій» багато разів зустрічається у Біблії та позначає як чудовиськ, так і біди та диявола. Так істота Левіафан згадується у Книзі пророка Ісаї: «У той день навідає Господь Своїм твердим, і дужим та сильним мечем левіятана, змія прудкого, і левіятана, змія звивкого, і дракона, що в морі, заб'є». Схожі згадки про морського Левіафана та про річкового Бегемота зустрічаються і в інших місцях Старого Заповіту.
У Старому Заповіті термінологія та зображення, що стосуються драконів, нагадують месопотамські міфи про створення світу. Єврейські адаптації цих давніх переказів містять у собі битву Бога з водяним драконом Хаосу у Книзі Псалмів та Книзі Йова; як і в месопотамських міфах, смерть чудовиська є необхідною для створення та виживання світу. У Книзі Даниїла описується істота з десятьма рогами на яких «очі, як очі людські, і уста, що говорили про великі речі».

#### У Новому Заповіті
Дракони наявні і у Новому Заповіті. Об'явлення Івана Богослова містить 12 згадувань дракона. Серед них: описання «великого червоного дракона із сімома головами і десятьма рогами, і на головах його сім діадем»;дракона, який готовий поглинути щойнонароджене немовля; війну на небі, де «Михаїл і Ангели його воювали супроти дракона, і дракон і ангели його воювали супроти них».
Також у Об'явленні Івана Богослова наявна чітка паралель між злом та драконом: «І повержено величезного дракона, старожитнього змія, названого дияволом та сатаною, що зводить світ, повержено на землю, і ангели його повержені з ним».

### Китайський дракон
Дракони китайської міфології відрізняються від європейських довгим тілом без крил. Разом з тим вони здатні літати і однаково добре пересуваються як у воді, так і в повітрі. Часто дракони виступали повелителями вод, так кожна річка чи озеро мали свого дракона. Усіма ними правив Лун Ван, дракон східних морів. В трактаті «Пан Цао Кан Му» дракон описується як істота, що поєднує ознаки дев'яти тварин (9 — священне число), має голову верблюда, роги оленя, очі зайця, вуха корови, шию змії, тулуб морського змія, луску карпа, кігті яструба і лапи тигра. Біля пащі дракон має вуса і володіє голосом, подібним на звуки гонга. Оскільки вода була важлива для вирощування врожаю, від якого залежав достаток, дракони виступали і покровителями землеробства, що рятують людей від посух. Дракон був символом імператора. За легендами дракон втрачає пальці на лапах, віддаляючись від рідних земель, чим пояснювалися особливості зображення драконів у сусідніх держав.
Дракони зображалися на прапорах війська китайських імператорів, чим пояснюється злий образ дракона в сусідніх народів, з якими велися війни. За деякими дослідженнями через вплив тюркських народів уявлення про злих драконів проникли на Захід.

### Інші східні та полінезійські дракони

#### Японські дракони
На сторінках міфологічного літопису «Кодзікі», який є першим письмовим джерелом японської літератури, постає образ Прихованого Дракона (він уособлює Велике Начало). У хронікі також згадується Бог-Дракон Ущелин — Кураокаміно-камі та Бог-Дракон — Окаміно-камі (його доньки народили наступних богів).
Образ Морського Дракона з'являється у чарівних японських казках «Урасіма Торо» та «Два брати». Дракон цей уособлює добре начало та виконує функцію чарівного помічника.
В японській міфології дракон також інколи виконує негативну функцію — є ворогом головного героя. Такий дракон вперше появився в «Кодзікі», зокрема у розповіді про те, як бог Сусаноо-Но-Мікото перемагає дракона Ямата-Но-Орочі та рятує Чудесну Діву Із Інада — Кусінада-Хіме.

#### Корейські дракони
У корейській міфології є ряд водяних духів, які вважаються драконами. Йонґ або дракон живе в річках, струмочках, джерелах та колодязях, в морях та на небесах, де вони керують дощами.
У збірці легенд «Самгук Юса» є багато легенд про драконів під час періоду Трьох держав. Одна з них гласить нам про те, як будівництво королівського палацу припинили через появу дракона. Після завершення, палац назвали Гванґнйонґ-са, Храмом Жовтого Дракона.
Найважливішим корейським драконом вважається Йонґ-ванг (Дракон-Король). Його також називають Королем Моря, адже він править морськими глибинами та всім, що там знаходиться.
За японськими і корейськими легендами дракон, на противагу китайській версії, відрощує пальці, віддаляючись від Японії та Кореї відповідно. Тому дракони не бувають на Заході, інакше вони виростили б стільки пальців, що не змогли б рухатися.

#### Індуські дракони
В індійській міфології існує різновид драконоподібних істот нагів, також зустрічаються велетенські і багатоголові змії. Наги, істоти зі зміїними хвостами нижче пояса, жили в підземному світі Патала та під водою, де зводили палаци і володіли величезними багатствами. Наги володіли мудрістю і таємними знаннями, могли набувати вигляду звичайних людей і жити серед них. Драконом зі зміїним тілом і багатьма головами уявлявся демон Врітра, який керував дощами, градом і туманом. Багатоголовим змієм зображався Шеша, символ нескінченності часу, який сяє в темряві під сімома пекельними світами.

### Дракон у середньовічній Європі

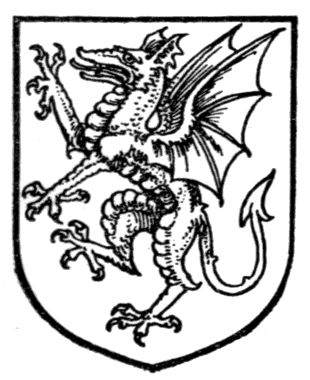
Традиційне зображення європейського дракона в геральдиці

Дракони Середньовіччя традиційно асоціюються з Британією, де подібні істоти згадувалися з дохристиянських часів. За переказами в монастирі Ландісфарну 793 року ченці бачили драконів, поява яких віщувала навалу язичників. В Лондоні 1222 року нібито спостерігали зграю драконів у небі, які викликали грозу і повінь. Дракони існували також у французьких легендах, здебільшого водяні, зокрема напів-риба, напів-змія Тараск. За народними віруваннями дракони могли набути вигляду золотого персня або чаші, щоб приманити людину і затягнути її під воду. Особливий різновид драконів, вуйвр, вважався у французів охоронцем підземних скарбів та вирізнявся сяючим каменем на лобі. Летючі змії кодрілли відомі з нижчої міфології центральній частин Франції.
В «Беовульфі» — найстаріший епічній поемі середньовічної Європи — сивобородий король Беовульф б'ється з драконом, який почав плюндрувати ґеатські землі, після того як якийсь пастух викрав частину його скарбу. З допомогою Віґлафа, молодого бійця, Беовульф перемагає дракона, але одночасно отримує смертельне поранення.
В епосі «Мабіногіон» та «Пророцтвах Мерліна» Джефрі Монмутського згадуються дракони Британії, червоний і білий, що боролися між собою, пророкуючи битвою майбутнє Британії (війну Червоної та Білої троянд). За віруваннями скандинавських народів, світ утворений деревом Іггдрасиль, коріння якого гризе велетенський змій Нідхегг, щоб знищити світ.
«Воллсунґа-саґа», один із зразків германської епіки, містить розповідь про гнома Фафні, який вбиває свого батька, аби заволодіти його золотом. Здійснивши злочин, Фафні обертається на дракона і стереже свій скарб. Сіґурд, смертний герой, згодом вбиває дракона, всадивши у його серце меча.
В «Молодшій Едді» Сноррі Стурлусона є розповідь про морського дракона (змію) Йормунґанда, який виріс настільки великим, що зміг охопити землю та ухопитися за власний хвіт. Під час Раґнарьоку (кінця світу) його вбиває Тор, бог грому та блискавки.
Особливими різновидами драконів є василіск або кокатрис, на половину змія, на половину півень, який вилуплюється з курячого яйця, виседженого змією чи жабою. Василіска згадував ще Пліній Старший як змію, що носить корону. У святого Августина василіск називається царем звірів. В Середньовіччя василіск описувався як чотириногий півень, що має корону, жовте пір'я і колючий зміїний хвіст, має здатність вбивати людей поглядом. Кокатрис має подібні риси, але двоногий і обертає на камінь людину, яка подивиться в його очі.
Дракон був одним з найпоширеніших символів у геральдиці, де традиційно зображався дволапим або чотирилапим, із сегментованим животом, грудьми і внутрішньою стороною стегон, стріловидним хвостом і перетинчастими крильми.

### Дракони у слов'янських і слов'янізованих народів

#### Український дракон

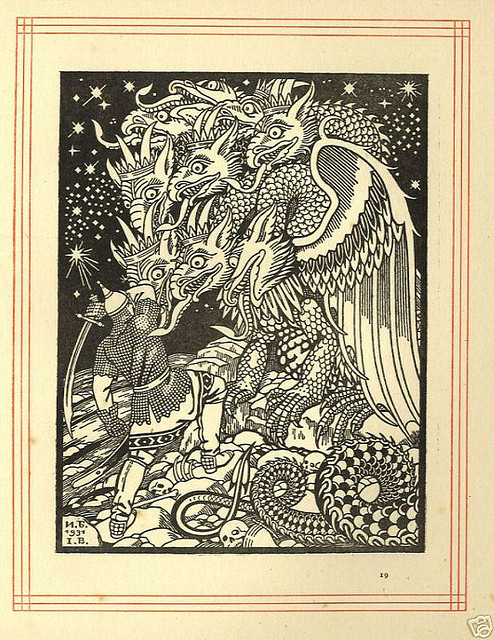
Бій богатиря проти багатоголового змія (ілюстрація Івана Білібіна)

Здебільшого у слов'ян, зокрема й українців, дракона називають змієм. У західноукраїнських розповідях зустрічаються також інші назви драконів — смок (пол. smok), а на Закарпатті — шаркань (угор. sarkany).
В українських народних казках зустрічаються різні мотиви про змія:
- викрадення змієм дівчини чи дівчат, які є сестрами головного героя («Котигорошко», «Три підземні царства»);
- охорона змієм джерела або ж криниці й обмін води на жертву («Кожум'яка»);
- змій-спокусник. Він зваблює матір чи сестру головного героя та з їхньою допомогою прагне знищити богатиря («Звірине молоко»);
- викрадення змієм небесного світила («Іван Фат Фрумос»).[17]

У казках змії літають або ж переміщуються на конях, що вміють літати. Змій може мати багато голів та крил і вміє дихати полум'ям, за допомогою якого знищує все навкруги. Він також органічно поєднується з протилежною стихією — водою, адже часто живе коло джерел та річок та є господарем земних і небесних вод. Змії також належать до двох протилежних світів — наземного та підземного, адже нерідко мешкають у нижньому світі та потрапляють туди через щілину в землі.
Зміям притаманні деякі антропоморфні риси: вони живуть у замках, мають матерів, дочок, вірних коней. Вони живляться олов'яними або ж залізними галушками та пиріжками, п'ють вино. Окрім того, зміям притаманні й метаморфози (часто перекидаються вовком, ведмедем, гаддям і т. д.)

#### Інші слов'янські дракони
В багатьох російських казках згадується Чудо-юдо, зокрема в казці «Іван — селянський син і Чудо-юдо», Чудо-юдо — це група багатоголових (6-ти, 9-ти, 12-ти) драконів, негативних персонажів. Живуть вони за Пучай-рікою, через яку переходять по Калиновому мосту. У казці Чудо-юдо зображується верхи на коні. Шкода від нього полягає в тому, що воно спалює міста і села вогнем. Найстарше 12-голове Чудо-юдо володіє вогняним пальцем, який відрощує або прирощує на місце відрубані голови. Живе Чудо-юдо в камінних палатах, де в нього є дружини-чарівниці та мати-зміїха. Найголовнішим суперником Чуда-юда, як видно з назви казки, — Іван — селянський син.
Болгарський і сербський дракон Хала має багато голів, крил і хвостів, коли стоїть на землі, його голови ховаються у хмарах. Хала знищує посіви, сади й худобу, час від часу намагається зжерти сонце, викликаючи його затемнення. Південнослов'янський вогнянник видихує вогонь і сяє, сиплючи іскри.

## Образ дракона в сучасній культурі

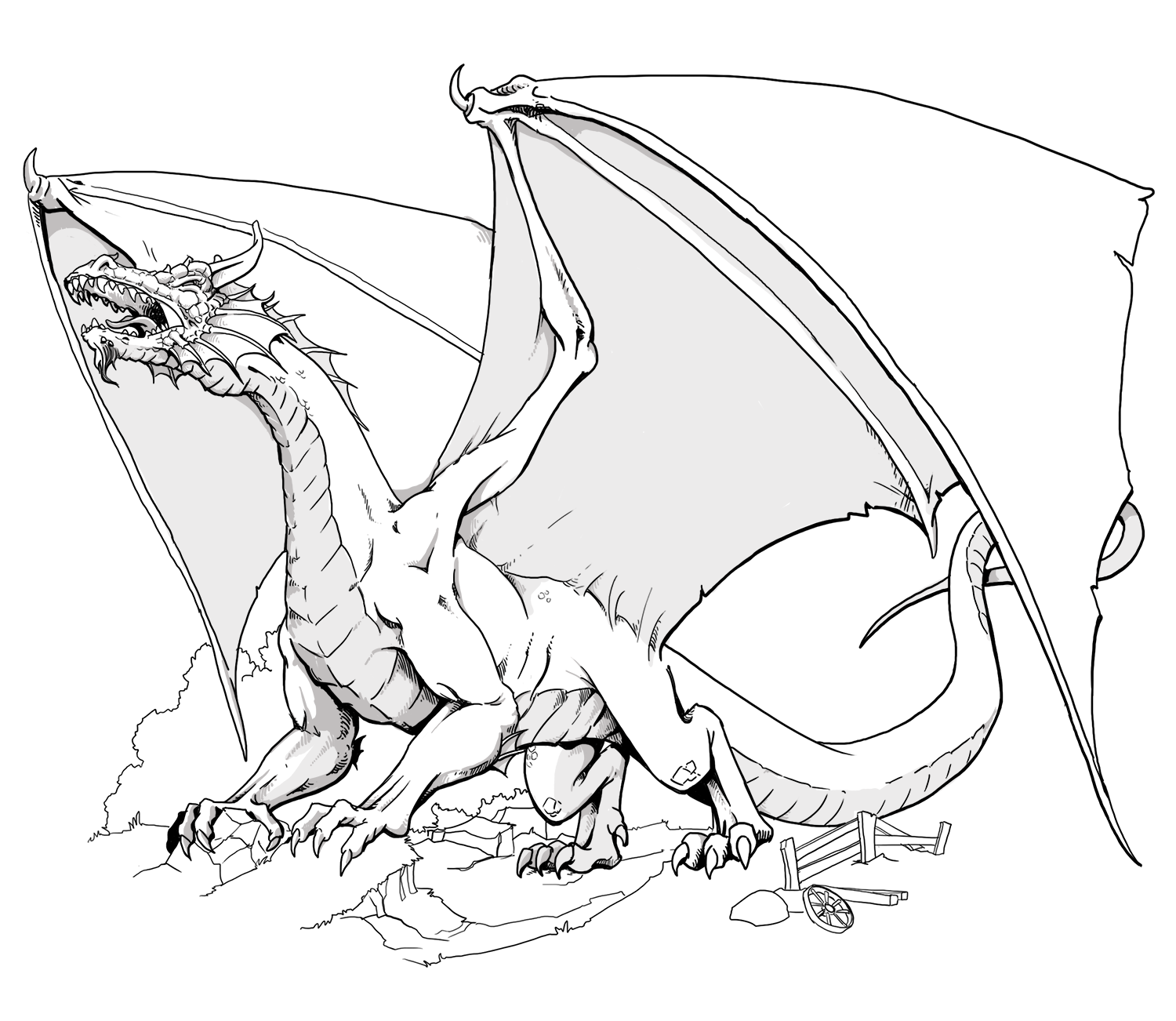
Сучасний образ фентезійного дракона

### Різноманітність образу
Дракони і драконові мотиви часті в сучасній культурі, але, на відміну від давніх міфів і легенд, їхній образ десакралізовано. Нерідко образ дракона постає в класичному значенні, символізує силу природи, яка протистоїть людині, її власний гріх. Однак в XX—XXI столітті виникає й інше розуміння дракона як могутньої сили, яка захищає порядок і добро.
Дракон дуже популярний як зображення на тілі (татуювання), він є найвідомішим і часто використовуваним малюнком для техніки іредзумі і символізує владу, мудрість і силу. Принц Уельський (король Едуард VII) мав на тілі дракона, який витатуював йому найпрестижніший майстер Японії. Найбільше в світі татуювання — також дракон, воно була розміщене на спинах 20 японців в 1804 році.
Дракон часто присутній в назві закладів, які бажають підкреслити свою приналежність до східної культури, наприклад, тату-салонах, ресторанах, школах бойових мистецтв.
Дракони є одними з найпоширеніших вигаданих істот у фентезі. З 1960-х років (коли відбувалася «нова хвиля» фантастики) образ дракона став змінюватися з негативного до позитивного. У сучасних фантастичних творах дракони часто виступають як трагічні або героїчні персонажі. Також драконами зображаються божества вигаданих світів. Значний вплив на формування сучасного образу дракона у фантастиці здійснила настільна гра Dungeons & Dragons. Завдяки їй ці істоти стали фігурувати у різних творах як боги і надприродні істоти. Звідти ж походить ідея про те, що дракон може вивергати з пащі не тільки полум'я, а і морозне дихання, кислоту чи блискавки; залежність можливостей і світогляду дракона від його кольору.
Незважаючи на зміну значення дракона з часом, негативний образ зберігається. Так встановлена в жовтні 2010 року в Варні (Болгарія) скульптура двох драконів (самки і самця), що тримають золоте «яйце пізнання», викликала обурення православних вірян. Вони стверджують, що скульптурна композиція уособлює зло, а дракони — це диявол і дияволка.

### Дракон у сучасній літературі

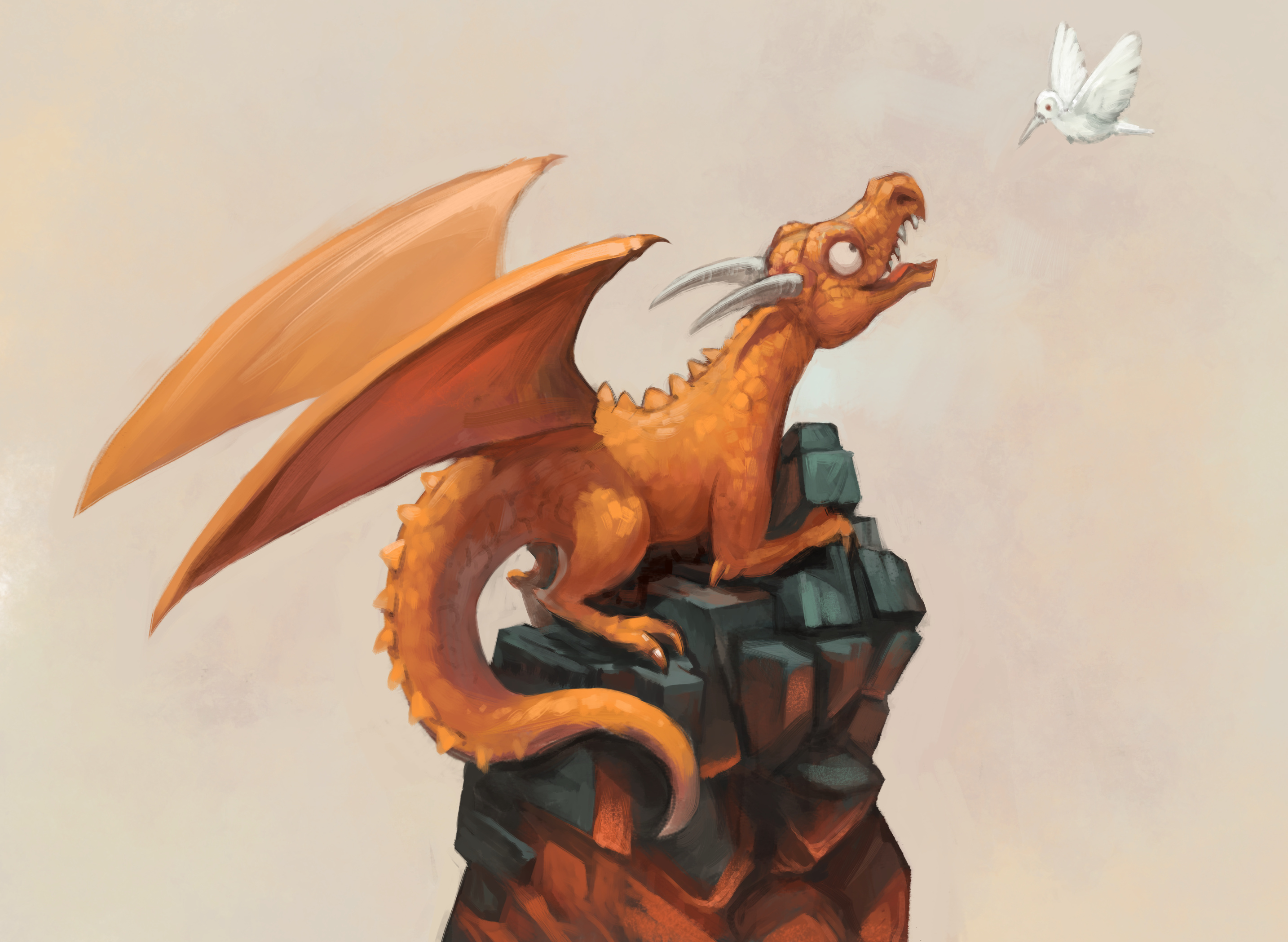
Дракон на ілюстрації Девіда Ревоя

На сторінках Джона Толкіна досить часто постають образи драконів. Зокрема, у його гумористичній казці «Фермер Ґайлс із Гему» зображується дракон на ймення Хрізофілакс Дайвз. Цей дракон вміє розмовляти та прихильний до печер та скарбів. Його приборкує фермер, який згодом стає королем.
В Толкіновому «Гоббіті, або Туди і Звідти» з'являється вже інший дракон — Смоґ. Як і Хрізофілакс, він наділений даром мови, любить загадки і не може встояти перед бажанням їх розгадати. Смоґ живе у печері, охороняє скарб та виявляє ворожість до кожного, хто насмілиться потурбувати його і зазіхнути на скарб. Виявивши крадіжку, він вилітає зі свого лігва, аби знищити Озерне місто, але його вбиває лучник Бард.
У серії книг про Гаррі Поттера Джоан Ролінґ зображено ряд «класичних» драконів. Проте, письменниця вигадує й нові види драконів та їхню таксономію.
У циклі книг «Емпіреї» Ребекки Яррос люди тісно співпрацюють з драконами. Авторка вигадала свої породи драконів, наділила їх різними характерами. Письменниця описує драконів розумними, могутніми, люблячими істотами.
В основі роману «Ритуал» Марини і Сергія Дяченків — переглянутий сюжет змієборства. Дотримуючись законів предків, дракон викрадає принцесу, аби здійснити кривавий обряд її поїдання, але це суперечить його особистим поглядам і він натомість дозволяє перемогти себе.
У повісті-казці Юрія Винничука «Місце для дракона» перед читачами постає парадоксальний образ дракона Грицька — поета, християнина, що жертвує собою, намагаючись змінити світ на краще, переконавши своїм учинком людей, що зло не від дракона, воно в самих людях, їхніх лихих намірах і вчинках.

## Наукові пояснення образу

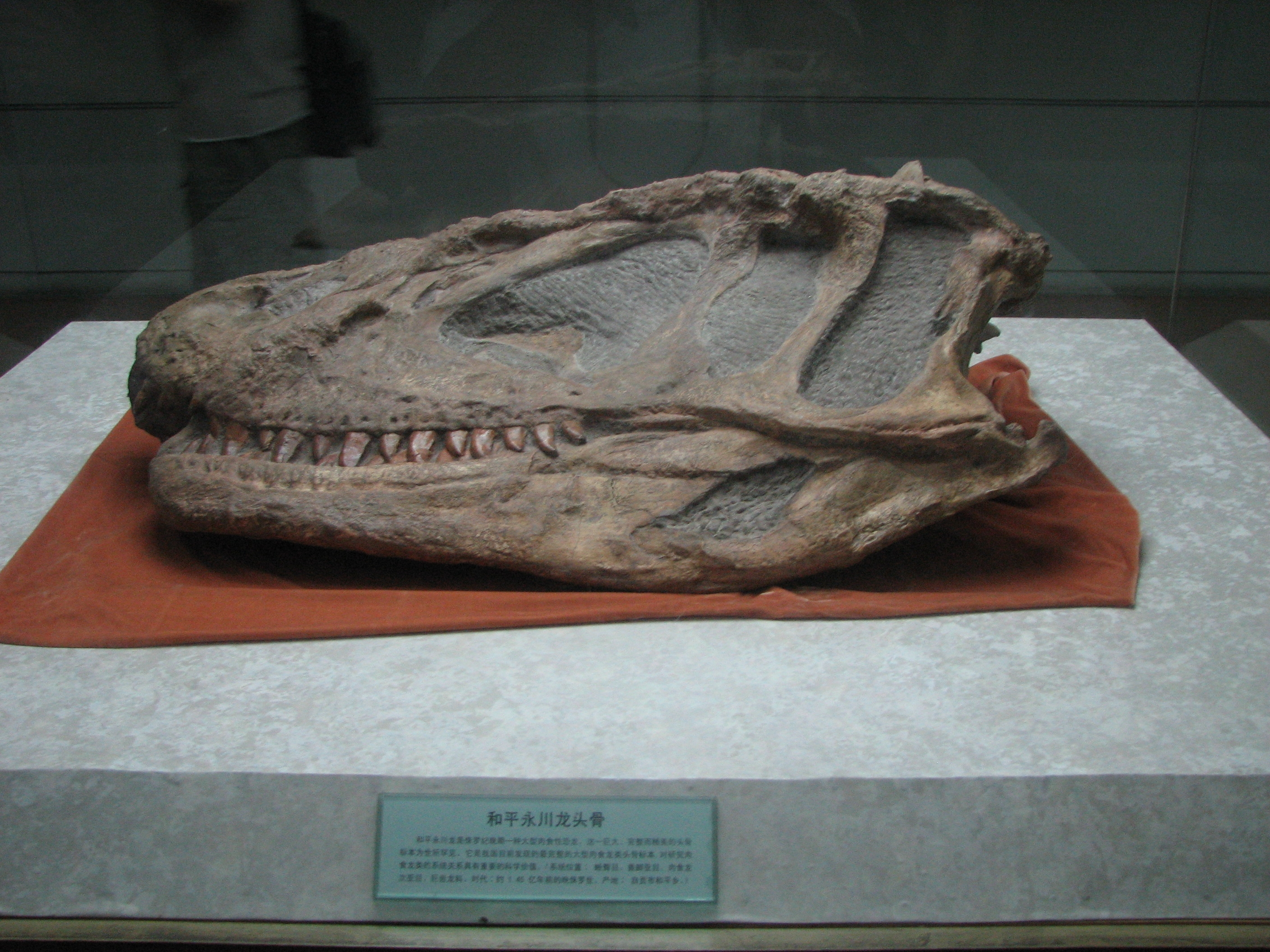
Знахідки кісток динозаврів могли лягти в основу уявлень про драконів

Антрополог Девід Джонс пояснює виникнення образу дракона від природного страху людей (як і приматів узагалі) перед зміями. Згідно з його дослідженням, люди, особливо діти, схильні боятися змій навіть у тих регіонах, де вони не поширені. Принаймні частина драконів виникла як перебільшення небезпечних рис реальних плазунів.
За Карлом Густавом Юнгом, дракон є архетиповим образом, персоніфікацією зла, несвідомого і темного, хаотичного жіночого начала. Йому протистоїть світле чоловіче начало, якому властиве впорядковування. За Володимиром Проппом, дракон символізує межу між світом відомого і невідомого, перш за все світом живих і мертвих, «охороняє» її. Викрадення людини змієм відображає більш пізню форму уявлень про смерть, а саме — смерть як викрадення. Відповідно виглядає оживлення померлого: його душу треба викрасти назад і повернути на місце. Також за дослідженнями Проппа мотив пожирання героя драконом відображає первісний обряд ініціації, за якого людина, пройшовши випробування, ставала повноправним членом племені. Дракон, який кусає власний хвіст (Йормуганд, уроборос) символізує цілісність, об'єднання протилежностей. Бенгт Гольбек вважав, що дракон символізує собою батька, котрий вчиняє інцест із дочкою, звідки походить поширений мотив викрадення драконом дівчини.
За деякими теоріями уявлення про драконів виникли як наслідок виявлення останків динозаврів, їхніх кістяків і яєць. Згідно деяких паранаукових гіпотез первісні люди могли стикатися з живими динозаврами і зберегти спогади про це в міфах і легендах. Як доказ наводяться такі артефакти як камені Іки. Разом з тим ця версія зазнає критики, оскільки динозаври і їх останки були дуже різноманітними, а образ дракона так чи інакше пов'язаний з довгими зміями, що ведуть хижацький спосіб життя.